# Arnulf Schelcher
Walter Arnulf Schelcher (* 4. November 1886 in Dresden; † 1966) war ein deutscher Architekt des Neuen Bauens.

## Leben und Wirken
Er war der Sohn des späteren sächsischen Ministerialdirektors Walter Schelcher und Bruder des Oberverwaltungsgerichtspräsidenten Herbert Schelcher sowie des Eisenbahningenieurs Gerhard Schelcher. Geboren wurde er im III. Stockwerk des Hauses Walpurgisstraße 8 in Dresden. Nach dem Besuch der dortigen Kreuzschule studierte er Architektur. Nach dem Studienabschluss projektierte er vor allem Wohnhäuser und Stadtvillen. Er gilt als einer der Vertreter der Dresdner Neuen Sachlichkeit. Zu Schelchers Freundeskreis in Dresden zählte auch Erhart Kästner.
Durch seine Schulfreundschaft zu Ivo Hauptmann kannte er auch dessen Vater Gerhart Hauptmann, für den er das heutige Gerhart-Hauptmann-Museum auf der Insel Hiddensee durch eine Erweiterung des bisherigen „Hauses Seedorn“ errichtete. Schelchers einstöckiger Erweiterungsbau (Arbeits- und Speisezimmer) mit Weinkeller (der ursprüngliche Bau hat nur einen Kriechkeller) wurde durch einen sogenannten Kreuzgang mit dem zweistöckigen Gebäude aus dem Jahr 1920 verbunden.
Bekannt wurde Schelcher außerdem durch den Bau des heutigen Museums Haus Dix in Stuttgart.
Nach Ende des Zweiten Weltkriegs verließ Schelcher das besetzte Deutschland und lebte bis 1956 in den USA, danach in München.